# Gong (chaîne de télévision)
Pour les articles homonymes, voir Gong.
GONG et GONG MAX sont des chaînes de télévision éditées par la société GONG Media.
La chaine GONG diffuse des contenus multiculturels avec de la fiction coréenne, de la musique taïwanaise, des films indiens et américains et des webséries françaises.
La chaine GONG MAX diffuse de l'animation, des dramas coréens inédits à la télévision, des documentaires et émissions sur l'animation japonaise, l’Esport et les jeux vidéo.

## Histoire
Créé en 2007 par André de Semlyen et Benoît Runel, Gong Anime était un simple portail internet permettant de visionner des anime. En décembre 2008, Bouygues Telecom lance une offre permettant de visionner la chaîne sur téléphone portable. La chaine de télévision connaît un fort essor en France, devenant ainsi disponible sous le nom de GONG sur SFR depuis le 28 avril 2009. En avril 2010, la version HD de la chaîne GONG est lancée sur le bouquet Free.
En 2011, GONG lance sa nouvelle case drama, avec la diffusion pour la première fois à la TV en France de 2 dramas coréens à succès : Secret Garden et City Hunter.
En 2012, GONG est la première chaine française à diffuser la cérémonie annuelle de remise des Awards de la Kpop Music en Asie : les Mnet Asian Music Awards.
En 2013, la chaine lance, en avant-première européenne, la diffusion à la TV de la Global Starcraft II League, la plus grande compétition mondiale de sport électronique (eSport) où s'affrontent les meilleurs joueurs professionnels.
Cette même année, la seconde chaine du groupe GONG MEDIA, GONG BASE, est à son tour lancée chez Free, SFR, Fransat, et Bouygues Telecom, sans abonnement. Elle diffuse du divertissement, des dramas coréens, du cinéma, des animes ainsi que des émissions hebdomadaires sur les sorties des films ou des jeux vidéo et dramas.
La chaine Gong Base diffuse, en exclusivité européenne, l’émission musicale référente de la Kpop : M!Countdown – The World #1 K-Pop Chart Show.
En 2014, Gong Media repositionne les marques de ses chaines, et les renomme respectivement GONG Base en GONG et GONG en GONG MAX.
En 2015, GONG rachète Dramapassion, la première plateforme SVOD européenne de dramas devenant ainsi le leader en France et en Europe dans la diffusion de programmes coréens.
En 2016, pour les 20 ans de la licence à succès Yu-Gi-Oh!, GONG MEDIA rachète et diffuse les séries Yu-Gi-Oh! GX, Yu-Gi-Oh! 5D's et Yu-Gi-Oh! Zexal.

## Diffusion

### Câble/Satellite/IPTV
GONG est disponible chez les opérateurs suivants :
| Bouygues  | Free     |
| Canal 135 | Canal 94 |

GONG MAX est disponible chez les opérateurs suivants :
| Free     |
| Canal 95 |

## Logotype

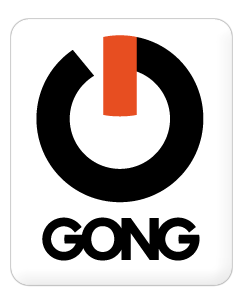
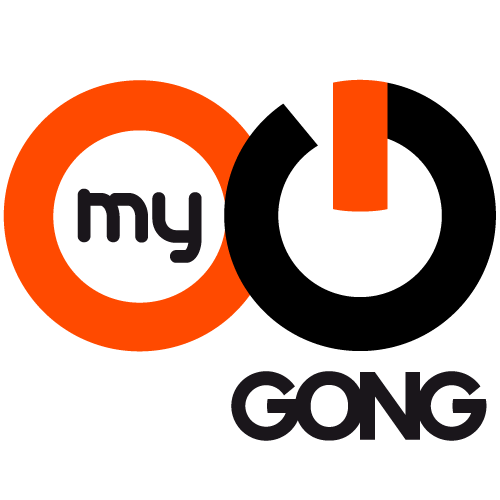

## Animes diffusés par Gong
- Another
- Black Lagoon
- Casshern Sins
- Darker than Black
- Devil May Cry (anime)
- Finding Paradiso
- FLCL
- Highschool of the Dead
- Ikki Tousen
- Michiko to Hatchin
- Queen's Blade
- School Rumble
- Special A
- Young Dracula
- Yu-Gi-Oh! GX
- Yu-Gi-Oh! 5D's
- Yu-Gi-Oh! Zexal

## Séries tv
- City Hunter (série télévisée)
- Ex-Model
- Secret Garden (série télévisée)
- Switch: Change the World
- Weightlifting Fairy Kim Bok-joo